# Matt Hobden
Matthew Edward "Matt" Hobden (27 de março de 1993 – 2 de janeiro de 2016) foi um jogador de críquete inglês.